# 大邱スタジアム
大邱スタジアム（テグスタジアム、朝鮮語: 대구스타디움, 英語: Daegu Stadium）は、韓国の大邱広域市にある多目的スタジアムである。収容人数は66,422。
開場当初は大邱ワールドカップ競技場（대구월드컵경기장, Daegu World Cup Stadium）という名称だったが、2008年3月に現在の名前に改められた。愛称はブルーアーク（블루 아크, Blue Arc）。

## 概要
2002年のFIFAワールドカップと2003年のユニバーシアード開催のために6億6500万ドルの建設費を投じて建設された。2001年のFIFAコンフェデレーションズカップやKリーグの大邱FCの本拠地としても使われている。2002年に行われたワールドカップでは、ホストスタジアムとしてグループラウンド、決勝トーナメント合わせて4試合が開催された。2005年8月、東アジアサッカー選手権の開催地の一つになった。2011年に開催された世界陸上・大邱大会と2012年に開催の全国体育大会では、メイン会場として使用された。
最寄り駅は大邱都市鉄道公社2号線の寿城アルファシティ駅で、約1.7km離れている。そのため、大邱FCの試合がある時は同駅からスタジアムまでの無料シャトルバスが運行される。大邱FCは、2019年より本拠地をサッカー専用球場の大邱フォレストアリーナ（北区）へ移転した。

## 2002 FIFAワールドカップ 日韓大会
| 日時       | チーム#1   | 結果 | チーム#2         | ラウンド  |
| ---------- | ---------- | ---- | ---------------- | --------- |
| 2002-06-06 | デンマーク | 1–1  | セネガル         | Group A   |
| 2002-06-08 | スロベニア | 0–1  | 南アフリカ共和国 | Group B   |
| 2002-06-10 | 韓国       | 1–1  | アメリカ合衆国   | Group D   |
| 2002-06-29 | 韓国       | 2–3  | トルコ           | 3位決定戦 |